# Cryptochirus coralliodytes
Cryptochirus coralliodytes är en kräftdjursart som beskrevs av Carl Bartholomäus Heller 1861. Cryptochirus coralliodytes ingår i släktet Cryptochirus och familjen Cryptochiridae. Inga underarter finns listade i Catalogue of Life.